# Elmer Bernstein
Elmer Bernstein (New York, 4 april 1922 – Ojai (Californië), 18 augustus 2004) was een Amerikaanse componist die vooral bekend werd door zijn muziek voor de films The Magnificent Seven (1960), The Ten Commandments, The Man with the Golden Arm, To Kill a Mockingbird, Ghostbusters en The Great Escape.
In de jaren vijftig was hij een van de slachtoffers van senator Joseph McCarthys acties tegen kunstenaars met linkse sympathieën. Hij belandde op de 'grijze lijst', zodat hij geen grote opdrachten meer kreeg.
Bernstein was bevriend met, maar geen familie van, collega-componist Leonard Bernstein.
Hij overleed in zijn slaap in zijn huis in Ojai, Californië.

## Filmografie
- 1951: Saturday's Hero
- 1952: Boots Malone
- 1952: Sudden Fear
- 1952: Battles of Chief Pontiac
- 1953: Never Wave at a WAC
- 1953: Robot Monster
- 1953: Cat-Women of the Moon
- 1954: Make Haste to Live
- 1954: Silent Raiders
- 1954: Miss Robin Crusoe
- 1955: The Eternal Sea (Alarm in de Pacific)
- 1955: The View from Pompey's Head (De baai der geheimen)
- 1955:  The Man with the Golden Arm
- 1955: Storm Fear
- 1955: It's a Dog's Life
- 1956: The Ten Commandments (De Tien Geboden)
- 1957: Drango
- 1957: Men in War
- 1957: Fear Strikes Out
- 1957: Sweet Smell of Success
- 1957: The Tin Star
- 1958: Desire Under the Elms
- 1958 Saddle the Wind
- 1958: Kings Go Forth (Rivalen zien niet om)
- 1958: God's Little Acre
- 1958: Anna Lucasta
- 1958: The Buccaneer
- 1958: Some Came Running
- 1959: The Miracle
- 1959: The Story on Page One
- 1960: The Rat Race
- 1960: From the Terrace
- 1960: The Magnificent Seven
- 1961: By Love Possessed (Onteerd)
- 1961: The Young Doctors
- 1961: The Comancheros
- 1961: Summer and Smoke
- 1962: Walk on the Wild Side
- 1962: Birdman of Alcatraz
- 1962: To Kill a Mockingbird
- 1962: A Girl Named Tamiko
- 1963: Hud
- 1963: The Great Escape
- 1963: The Caretakers
- 1963: Rampage
- 1963: Kings the Sun
- 1963: Love with the Proper Stranger
- 1964: The World of Henry Oriënt
- 1964: The Carpetbaggers
- 1965: Baby the Rain Must Fall
- 1965: The Hallelujah Trail (De Whisky Karavaan)
- 1965: The Sons of Katie Elder
- 1965: The Reward
- 1966: 7 Women
- 1966: The Silencers
- 1966: Cast a Giant Shadow (De Ongelooflijke Overwinning)
- 1966: Hawaii
- 1966: Return of the Seven
- 1967: Thoroughly Modern Millie
- 1967: The Scalphunters
- 1967: I Love You, Alice B. Toklas!
- 1969: Where's Jack?
- 1969: Midas Run
- 1969: True Grit
- 1969: The Bridge at Remagen
- 1969: Guns of the Magnificent Seven
- 1969: The Gypsy Moths
- 1970: The Liberation of L.B. Jones
- 1970: A Walk in the Spring Rain
- 1970: Cannon for Cordoba
- 1971: Doctors' Wives
- 1971: Big Jake
- 1971: Blind Terror
- 1972: The Magnificent Seven Ride!
- 1972: The Amazing Mr. Blunden
- 1973: Cahill U.S. Marshal
- 1974: McQ
- 1974: Gold
- 1974: Nightmare Honeymoon
- 1974: The Trail of Billy Jack
- 1975: Report to the Commissioner
- 1975: The Old Curiosity Shop
- 1976: The Shootist
- 1976: From Noon Till Three
- 1976: The Incredible Sarah
- 1977: Billy Jack Goes to Washington
- 1977: The Look of America
- 1977: Daumier: Paris and the Spectator
- 1978: Animal House
- 1978: Bloodbrothers
- 1979: Zulu Dawn
- 1979: Meatballs
- 1979: The Great Santini
- 1980: Saturn 3
- 1980: The Blues Brothers
- 1980: Airplane!
- 1981: Going Ape!
- 1981: Stripes
- 1981: Heavy Metal
- 1981: The Chosen
- 1981: Honky Tonk Freeway
- 1981: An American Werewolf in London
- 1982: Five Days One Summer
- 1982: Airplane II: The Sequel
- 1983: Spacehunter: Adventures in the Forbidden Zone
- 1983: Trading Places
- 1983: Class
- 1984: Ghostbusters
- 1985: Marie Ward - Zwischen Galgen und Glorie
- 1985: The Black Cauldron (Taran en de Toverketel)
- 1985: Prince Jack
- 1985: Spies Like Us
- 1986: Legal Eagles
- 1986: ¡Three Amigos!
- 1987: Amazing Grace and Chuck
- 1987: Leonard Part 6
- 1988: Da
- 1988: Funny Farm
- 1988: The Good Mother
- 1989: Slipstream
- 1989: My Left Foot: The Story of Christy Brown
- 1990: The Field
- 1990: The Grifters
- 1990: One Day in Dallas
- 1991: Oscar
- 1991: A Rage in Harlem
- 1991: Rambling Rose
- 1991: Cape Fear
- 1992: The Babe
- 1993: The Cemetery Club
- 1993: Mad Dog and Glory
- 1993: Lost in Yonkers
- 1993: The Age of Innocence
- 1993: The Good Son
- 1995: Roommates
- 1995: Search and Destroy
- 1995: Canadian Bacon
- 1995: Frankie Starlight
- 1995: Devil in a Blue Dress
- 1996: Buttetproof
- 1997: Buddy
- 1997: Hoodlum
- 1997: The Rainmaker
- 1998: Twilight
- 1999: The Deep End of the Ocean
- 1999: Wild Wild West
- 1999: Bringing Out the Dead
- 2000: Keeping the Faith
- 2000: Chinese Coffee
- 2002: Far from Heaven
- 2007: Return of the Ghostbusters (themes, overige Jon Vandergriff)

## Overige producties

### Computerspellen
- 1999: Wild, Wild West: The Steel Assassin
- 2009: Ghostbusters (themes, overige Kyle Richards)

### Televisieseries
- 1959: Johnny Staccato (1959 - 1960)
- 1959: Riverboat (1959 - 1960)
- 1963: Hollywood and the Stars (1963 - 1964)
- 1967: The Big Valley (1967 - 1968)
- 1971: Appointment with Destiny (1971 - 1973)
- 1971: Owen Marshall, Counselor at Law (1971 - 1974)
- 1972: The Rookies (1972 - 1974)
- 1975: Ellery Queen (1975 - 1976)
- 1976: Captains and the Kings (miniserie)

### Documentaires
- 1960: The Fabulous Fifties
- 1963: The Making of the President 1960
- 1964: Four Days in November
- 1970: Kifaru... The Black Rhino
- 1982: Genocide

### Werken voor harmonieorkest
- The Great Escape March
- Selectie uit de film "The Magnificent Seven"

## Prijzen en nominaties

### Academy Awards
| Jaar | Titel                       | Categorie                                | Uitslag     |
| ---- | --------------------------- | ---------------------------------------- | ----------- |
| 1956 | The Man with the Golden Arm | Beste dramatische of komische filmmuziek | Genomineerd |
| 1961 | The Magnificent Seven       | Beste dramatische of komische filmmuziek | Genomineerd |
| 1962 | Summer and Smoke            | Beste dramatische of komische filmmuziek | Genomineerd |
| 1963 | Walk on the Wild Side       | Beste filmsong                           | Genomineerd |
| 1963 | To Kill a Mockingbird       | Beste filmmuziek aanzienlijk             | Genomineerd |
| 1967 | Hawaii                      | Beste filmsong                           | Genomineerd |
| 1967 | Hawaii                      | Beste filmmuziek                         | Genomineerd |
| 1967 | Return of the Seven         | Beste aanpassing filmmuziek              | Genomineerd |
| 1968 | Thoroughly Modern Millie    | Beste filmmuziek                         | Gewonnen    |
| 1970 | True Grit                   | Beste filmsong                           | Genomineerd |
| 1975 | Gold                        | Beste filmsong                           | Genomineerd |
| 1984 | Trading Places              | Beste filmsong en aanpassing filmmuziek  | Genomineerd |
| 1994 | The Age of Innocence        | Beste filmmuziek                         | Genomineerd |
| 2003 | Far from Heaven             | Beste filmmuziek                         | Genomineerd |

### Emmy Awards
| Jaar | Titel                            | Categorie                                                                | Uitslag     |
| ---- | -------------------------------- | ------------------------------------------------------------------------ | ----------- |
| 1964 | The Making of the President 1960 | Beste samenstellen van de originele muziek voor televisie                | Gewonnen    |
| 1977 | Captains and the Kings           | Beste compositie voor een televisieserie (dramatische achtergrondmuziek) | Genomineerd |

### Golden Globe Awards
| Jaar | Titel                    | Categorie        | Uitslag     |
| ---- | ------------------------ | ---------------- | ----------- |
| 1962 | Summer and Smoke         | Beste filmmuziek | Genomineerd |
| 1963 | To Kill a Mockingbird    | Beste filmmuziek | Gewonnen    |
| 1967 | Hawaii                   | Beste filmmuziek | Gewonnen    |
| 1968 | Thoroughly Modern Millie | Beste filmmuziek | Genomineerd |
| 1970 | True Grit                | Beste filmsong   | Genomineerd |
| 1977 | From Noon Till Three     | Beste filmsong   | Genomineerd |
| 2003 | Far from Heaven          | Beste filmmuziek | Genomineerd |

### Grammy Awards
| Jaar | Titel                | Categorie                                                          | Uitslag     |
| ---- | -------------------- | ------------------------------------------------------------------ | ----------- |
| 1985 | Ghostbusters         | Beste album van instrumentale muziek voor film of televisiespecial | Genomineerd |
| 1994 | The Age of Innocence | Beste instrumentale compositie voor film of televisie              | Genomineerd |